# هانس أونغر
هانس أونغر (بالألمانية: Hans Unger)‏ هو رسام ألماني، ولد في 26 أغسطس 1872 في باوتسن في ألمانيا، وتوفي في 13 أغسطس 1936 في درسدن في ألمانيا.

## روابط خارجية
- هانس أنجر على موقع مونزينجر (الألمانية)